# Shane Carruth
Shane Carruth (nascut el 1972) és un cineasta, guionista, compositor i actor estatunidenc. És l'escriptor, director i coprotagonista de la pel·lícula de ciència-ficció Primer (2004), que va ser el seu primer llargmetratge. La seva segona pel·lícula, Upstream Color (2013), va ser una pel·lícula experimental de ciència-ficció que va escriure, dirigir, produir, editar, dissenyar i protagonitzar. També va compondre les partitures d'ambdues pel·lícules. En reconeixement de la tècnica de cinema idiosincràtica i, de vegades, estranya de Carruth, el director Steven Soderbergh va dir a Entertainment Weekly: "Veig a Shane com la descendència il·legítima de David Lynch i James Cameron."

## Primers anys
Carruth va néixer a Myrtle Beach (Carolina del Sud) el 1972. Va assistir a la Universitat Estatal Stephen F. Austin com a especialitzat en matemàtiques. Abans de convertir-se en cineasta, va treballar com a desenvolupador de programari de simulació de vol.

## Carrera

### Primer
Per a la seva pel·lícula independent Primer, Carruth va escriure, dirigir, produir i interpretar un dels dos papers principals; també va compondre la banda sonora. La pel·lícula va ser guardonada al Festival de Cinema de Sundance de 2004 amb el Gran Premi del Jurat i el Premi Alfred P. Sloan. Carruth, un antic enginyer de programari amb una llicenciatura en matemàtiques, va utilitzar àmpliament els seus coneixements tècnics en el projecte.

### Upstream Color
El 21 de gener de 2013, Carruth va estrenar la seva pel·lícula Upstream Color al Festival de Cinema de Sundance 2013 a la categoria de competició dramàtica dels Estats Units. Carruth, Johnny Marshall, i Pete Horner van guanyar el premi especial dramàtic dels Estats Units del jurat al disseny de so per a la pel·lícula. Keith Kimbell va escriure que era la "pel·lícula més esperada (i més difícil de descriure) en competició" i "la majoria dels crítics no van poder deixar de parlar-ne". La pel·lícula es va estrenar a través de VHX el 5 d'abril de 2013. Alguna de la música de Carruth de Upstream Color es va presentar al documental de 2016 Tickled.

### Treball no realitzat o proper
El 2009, David Sullivan, un dels protagonistes de Primer, va tuitejar que "el proper projecte de Shane Carruth, A Topiary, està en les primeres etapes de la preproducció". El cineasta Rian Johnson va tuitejar que inclouria "un guió de ciència-ficció al·lucinant." L'any 2010, diverses fonts de notícies van informar que A Topiary estava en procés i que el guió s'havia escrit. Ja hi havia un lloc web per a la pel·lícula que, segons Carruth en una entrevista a io9, "El lloc web de moment és només una marca de lloc, ja que el finançament encara no s'ha completat. Sóc prudentment optimista que això pugui passar aviat i no podria estar més content amb els cineastes que s'han compromès amb el projecte fins ara." Tanmateix, la pel·lícula (que Entertainment Weekly va descriure com "una èpica de ciència-ficció sobre un grup de nens que construeixen una criatura gegant semblant a un animal") es va estancar i, a principis del 2013, Carruth va dir a EW que era " allò en què bàsicament vaig perdre tota la vida." Carruth ja no va seguir el projecte; algunes imatges de prova d'efectes visuals de la pel·lícula són visibles a Upstream Color en una escena en què un personatge examina el vídeo per detectar defectes tècnics.
El 2014, Carruth va anunciar una nova pel·lícula, The Modern Ocean, basada en enviament internacional i les vides dels implicats. El 12 d'agost de 2015, es va informar que la pel·lícula estava en preproducció, i el seu repartiment es va anunciar el novembre de 2015; inclouria Jeff Goldblum, Anne Hathaway, Keanu Reeves, Tom Holland, Daniel Radcliffe, Chloë Grace Moretz, Asa Butterfield i Abraham Attah. En una entrevista el 2018, Carruth va assenyalar que la pel·lícula "no passarà aviat". Irrfan Khan també havia de protagonitzar el capità principal del vaixell, abans de la seva mort el 29 d'abril de 2020. El 17 de juny de 2020, Carruth va publicar el guió sencer de The Modern Ocean a Twitter, juntament amb part de la banda sonora original.
El 2019, en una entrevista, Carruth va afirmar que estava treballant en "una cosa massiva" i que deixaria la indústria cinematogràfica un cop conclogués el projecte.

### Consultoria
Es rumorejava que Carruth havia consultat seqüències de viatges en el temps per a Looper del cineasta Rian Johnson, tot i que més tard es va revelar que aquelles les seqüències es van considerar massa cares per rodar.

## Vida personal
L'any 2019, quan se li va preguntar sobre les seves creences religioses, va declarar que es va criar cristià, però que se'n va allunyar, abans de dir més tard que encara resa de tant en tant i troba una mica de consol a la Bíblia.

### Problemes legals
Del 2011 al 2018, Carruth va estar en una relació amb Amy Seimetz. La parella es va comprometre el 2013 Seimetz va obtenir ordres d'allunyament temporals contra Carruth el 2018 i 2020 i una ordre d'allunyament permanent el 2020, citant anys d'abús i assetjament domèstic i emocional. Carruth ha negat aquestes acusacions.
El 13 de gener de 2022, Carruth va ser arrestada a casa d'una altra exnòvia per acusacions d'agressió domèstica i vandalisme. Va ser alliberat quatre dies després amb una fiança de 50.000 dòlars.

## Filmografia
| Any  | Títol           | Director | Productor | Guionista | Compositor | Editor | Actor | Notes                                                                   |
| ---- | --------------- | -------- | --------- | --------- | ---------- | ------ | ----- | ----------------------------------------------------------------------- |
| 2004 | Primer          | Sí       | Sí        | Sí        | Sí         | Sí     | Sí    | També dissenyador de producció, dissenyador de so i director de càsting |
| 2013 | Upstream Color  | Sí       | Sí        | Sí        | Sí         | Sí     | Sí    | També director de fotografia i operador de càmera                       |
| 2018 | The Dead Center | No       | Sí        | No        | No         | No     | Sí    |                                                                         |

### Televisió
| Any  | Títol                     | Director | Compositor | Notes                           |
| ---- | ------------------------- | -------- | ---------- | ------------------------------- |
| 2016 | The Girlfriend Experience | No       | Sí         | 13 episodis                     |
| 2017 | Breakthrough              | Sí       | No         | episodi "Predicting the Future" |

### Com a actor
| Any  | Títol                                | Paper            | Notes                           |
| ---- | ------------------------------------ | ---------------- | ------------------------------- |
| 2004 | Primer                               | Aaron            |                                 |
| 2013 | Upstream Color                       | Jeff             |                                 |
| 2014 | Everything & Everything & Everything | Morgan           | Curtmetratge                    |
| 2015 | We'll Find Something                 | Steve            | Curtmetratge                    |
| 2015 | Memory Box                           | The Man          | Curtmetratge                    |
| 2016 | The Girlfriend Experience            | Sam              | Sèrie de televisió (1 episodi)  |
| 2016 | Swiss Army Man                       | Coroner          | Cameo                           |
| 2018 | The Dead Center                      | Daniel Forrester |                                 |
| 2020 | Tales from the Loop                  | Cole             | Sèrie de televisió (2 episodis) |

### Altres crèdits
| Any  | Títol                           | Paper |
| ---- | ------------------------------- | --- |
| 2016 | The Divergent Series: Allegiant | Consultant |
| 2017 | A Ghost Story                   | Editor addicional                                                                                             |
| 2020 | The Wanting Mare                | Carruth va ser destituïda com a productora executiva després que van sorgir denúncies de violència domèstica. |

## Premis i nominacions
| Any  | Premi                                 | Categoria                                                                | Pel·lícula     | Resultat   |
| ---- | ------------------------------------- | ------------------------------------------------------------------------ | -------------- | ---------- |
| 2004 | Festival de Cinema de Sundance        | Gran Premi del Jurat                                                     | Primer         | Guanyador  |
| 2004 | Festival de Cinema de Sundance        | Premi Alfred P. Sloan                                                    | Primer         | Guanyador  |
| 2004 | Festival de Cinema de Nantucket       | Millor guionista/director                                                | Primer         | Guanyador  |
| 2004 | Premis Gotham                         | Millor pel·lícula                                                        | Primer         | Nominat    |
| 2004 | Festival de Sitges                    | Millor pel·lícula                                                        | Primer         | Nominat    |
| 2005 | Sci-Fi-London                         | Millor pel·lícula                                                        | Primer         | Guanyador  |
| 2005 | Premis Independent                    | Millor pel·lícula                                                        | Primer         | Nominat    |
| 2005 | Premis Independent                    | Millor director                                                          | Primer         | Nominat    |
| 2005 | Premis Independent                    | Millor primer guió                                                       | Primer         | Nominat    |
| 2005 | Premis Independent                    | Millor actor en actuació de debut (David Sullivan)                       | Primer         | Nominat    |
| 2005 | Fantasporto                           | Premi Internacional de Cinema Fantastic                                  | Primer         | Nominat    |
| 2013 | Festival de Cinema de Sundance        | Premi especial del jurat dramàtic dels Estats Units per al disseny de so | Upstream Color | Guanyador  |
| 2013 | Festival de Cinema de Sundance        | Gran Premi del Jurat – Dramàtic                                          | Upstream Color | Nominat    |
| 2013 | Festival de Sitges                    | Millor director revelació                                                | Upstream Color | Guanyador  |
| 2013 | Festival de Sitges                    | Millor pel·lícula                                                        | Upstream Color | Nominat    |
| 2013 | Los Angeles Film Critics Association  | Millor muntatge                                                          | Upstream Color | Segon lloc |
| 2013 | Premis Independent Spirit             | Millor director                                                          | Upstream Color | Nominat    |
| 2013 | Premis Independent Spirit             | Millor muntatge                                                          | Upstream Color | Nominat    |
| 2013 | Premis Gotham                         | Millor pel·lícula                                                        | Upstream Color | Nominat    |
| 2013 | Premis Gotham                         | Millor actriu (Amy Seimetz)                                              | Upstream Color | Nominat    |
| 2013 | Camerimage                            | Millor debut de fotografia                                               | Upstream Color | Nominat    |
| 2013 | Chicago Film Critics Association      | Millor muntatge                                                          | Upstream Color | Nominat    |
| 2013 | Dublin Film Critics' Circle           | Millor director                                                          | Upstream Color | Nominat    |
| 2013 | Village Voice Film Poll               | Millor pel·lícula                                                        | Upstream Color | Nominat    |
| 2013 | Village Voice Film Poll               | Millor director                                                          | Upstream Color | Nominat    |
| 2013 | SXSW Film Festival                    | Festival Favorites                                                       | Upstream Color | Nominat    |
| 2014 | Australian Film Critics Association   | Millor pel·lícula internacional (anglès)                                 | Upstream Color | Nominat    |
| 2014 | Central Ohio Film Critics Association | Millor pel·lícula                                                        | Upstream Color | Nominat    |
| 2014 | Central Ohio Film Critics Association | Millor fotografia                                                        | Upstream Color | Nominat    |
| 2014 | Premi Chlotrudis                      | Millor fotografia                                                        | Upstream Color | Nominat    |
| 2014 | Lost Weekend                          | Millors Visuals                                                          | Upstream Color | Nominat    |
| 2014 | Georgia Film Critics Association      | Breakthrough (Amy Seimetz)                                               | Upstream Color | Nominat    |
| 2014 | Georgia Film Critics Association      | Millor pel·lícula                                                        | Upstream Color | Nominat    |
| 2014 | Georgia Film Critics Association      | Millor banda sonora                                                      | Upstream Color | Nominat    |
| 2014 | Georgia Film Critics Association      | Millor director                                                          | Upstream Color | Nominat    |
| 2014 | Georgia Film Critics Association      | Millor actriu (Amy Seimetz)                                              | Upstream Color | Nominat    |
| 2014 | Georgia Film Critics Association      | Millor guió original                                                     | Upstream Color | Nominat    |
| 2014 | Georgia Film Critics Association      | Millor fotografia                                                        | Upstream Color | Nominat    |
| 2014 | London Film Critics' Circle           | Assoliment tècnic de l'any (Johnny Marshall)                             | Upstream Color | Nominat    |